# Willeke Alberti
Willeke Alberti (Amsterdam, 3 février 1945) est une chanteuse et actrice néerlandaise.

## Biographie
Elle est la fille du chanteur Willy Alberti. Elle etait mariée à John de Mol. Leur fils, Johnny de Mol, est lui aussi acteur.
Elle participe à l'eurovision en 1994 avec la chanson Waar is de zon ? (Où est le soleil ?), et finit le concours à la 23e place. En 1964 elle concourt également pour la Coupe d'Europe du tour de chant, avec Teddy Scholten, Ton Van Duinhoven, Rita Reys et Corry Brokken

## Discographie

### Reprise
- 1989 : La Ballade des gens heureux sous le titre n Beetje liefde voor allemaal pour l'album Liefde is...
- Parole parole sous le titre Gebabbel et avec Paul de Leeuw
- Message personnel sous le titre Als je komt dan zal ik thuis zijn